# Dolby Atmos
Dolby Atmos — технология объёмного звука, разработанная компанией Dolby Laboratories.

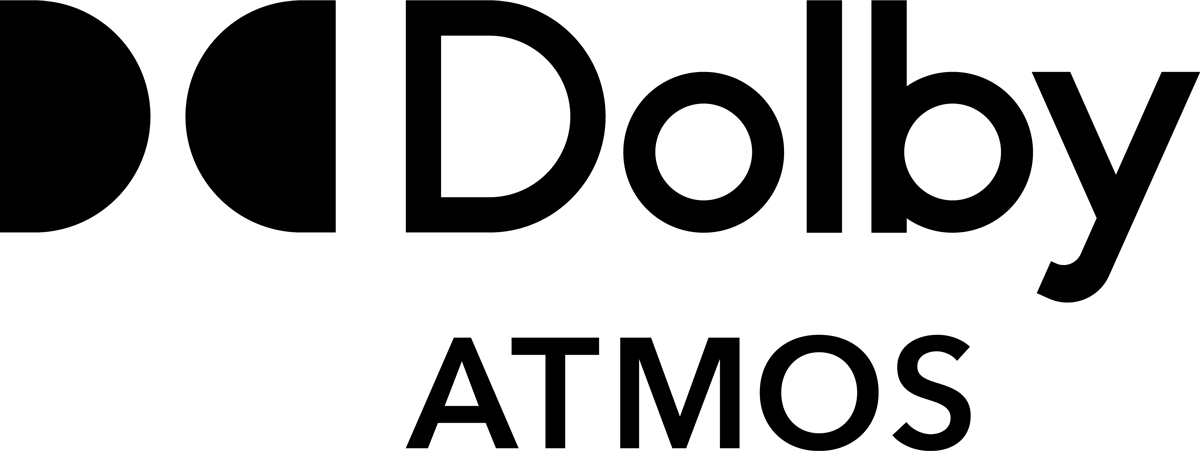
Логотип Dolby Atmos

Она расширяет возможности существующих систем объёмного звука, добавляя каналы высоты, что позволяет интерпретировать звуки как трёхмерные объекты. Изначально технология была создана для коммерческих кинозалов, а затем адаптирована для домашнего кино.

## История

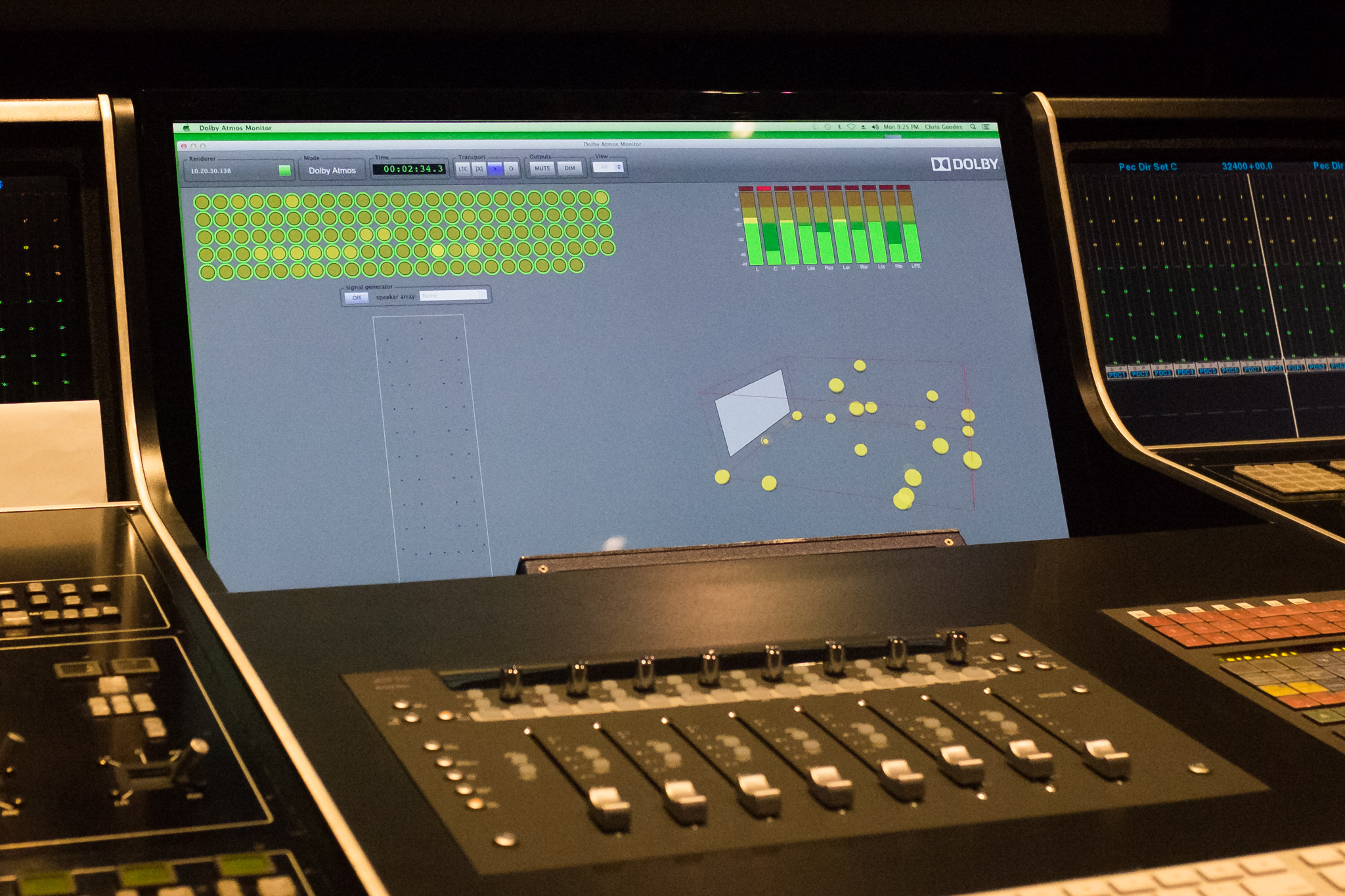
Монитор Dolby Atmos в 2015 году

Первая инсталляция Dolby Atmos была установлена в театре «Эль-Капитан» в Лос-Анджелесе на премьере мультфильма «Храбрая сердцем» в июне 2012 года. В течение 2012 года было организовано около 25 инсталляций по всему миру, их число увеличилось до 300 в 2013 году. По состоянию на июль 2020 года насчитывалось более 6000 залов с Dolby Atmos, также технология была адаптирована к формату домашнего кинотеатра и является аудиокомпонентом Dolby Cinema. Большинство электронных устройств с 2016 года, а также смартфоны после 2017 года, получили возможность записи и микширования Dolby Atmos. Полный набор технических спецификаций для Dolby Digital Plus с Dolby Atmos стандартизирован и опубликован в ETSI TS 103 420.
В 2016 году третий сезон сериала «Власть в ночном городе» стал первым телевизионным шоу, смикшированным и транслируемым в Atmos. Хотя в том же году «Игра престолов» получила Dolby Atmos в переиздании на Blu-ray. Альбом 1992 года Automatic for the People группы R.E.M. стал первым крупным музыкальным релизом, который был переиздан в Atmos в 2017 году.
Первым фильмом, выпущенным на Blu-ray с Dolby Atmos, был «Трансформеры: Эпоха истребления». Первой видеоигрой, использующей Dolby Atmos, стала Star Wars: Battlefront, созданная по специальному соглашению между EA и Dolby Laboratories.
Dolby Atmos for Music, итерация формата только для аудио, была принята потоковыми музыкальными сервисами Tidal и Amazon Music в декабре 2019 года. 17 мая 2021 года Apple Music объявил о добавлении пространственного аудио с поддержкой Dolby Atmos и lossless-аудио.

## Технология
Технология Dolby Atmos позволяет распределять до 128 звуковых дорожек плюс связанные с ними метаданные пространственного звучания (в частности, данные о местоположении или автоматизации панорамирования) для оптимальной динамической передачи на акустические системы в зависимости от возможностей кинозала. Dolby Atmos для кинозалов предусматривается 10 каналов, сконфигурированные как 9.1 (традиционные 7.1, к которым добавлены 2 потолочных). Звукорежиссёр может определить до 118 объектов.
Домашние кинотеатры Dolby Atmos могут быть построены по традиционным схемам 5.1 и 7.1. Для Dolby Atmos номенклатура несколько отличается: система 7.1.4 с Dolby Atmos — это обычная схема 7.1 с четырьмя подвесными колонками или колонками с поддержкой Dolby Atmos.
Контент Dolby Atmos создаётся с помощью совместимого программного обеспечения цифровой аудио рабочей станции (Dolby поставляет плагин для Pro Tools) или подходящей широкоформатной микшерной консоли, такой как DFC от AMS Neve или MPC5 от Harrison Audio Consoles.
Во время воспроизведения система Dolby Atmos каждого кинотеатра отображает аудиообъекты в реальном времени на основе известного расположения громкоговорителей в целевом кинозале, так что каждый аудиообъект слышен как исходящий из определённого набора координат. В отличие от этого, обычная многоканальная технология, по сути, записывает все исходные звуковые дорожки в фиксированное количество каналов во время пост-продакшна. Это обычно заставляет микшера делать предположения о среде воспроизведения, которые могут быть не очень хорошо применимы к конкретному кинозалу. Добавление аудиообъектов позволяет микшеру быть более творческим, выводить больше звуков за пределы экрана и быть уверенным в результатах.
Первое поколение оборудования для кинотеатров поддерживает до 128 дискретных звуковых дорожек и до 64 уникальных динамиков.
Dolby Atmos for Headphones
Dolby Atmos для наушников позволяет получить опыт виртуального звучания на обычных наушниках или динамиках. Сначала эта технология появилась на телевизорах и ноутбуках, а позже на смартфонах и планшетах. Она обрабатывает стереозвук, придавая эффект погружения в объёмный звук. Звуковая дорожка по-прежнему остаётся в стерео, поэтому эта технология не может обеспечить настоящий звук Dolby Atmos.